# Dwór Królewskiej Doliny
Dwór Królewskiej Doliny – zabytkowy dwór w gdańskim Wrzeszczu, jeden z najstarszych budynków Wrzeszcza.

## Historia

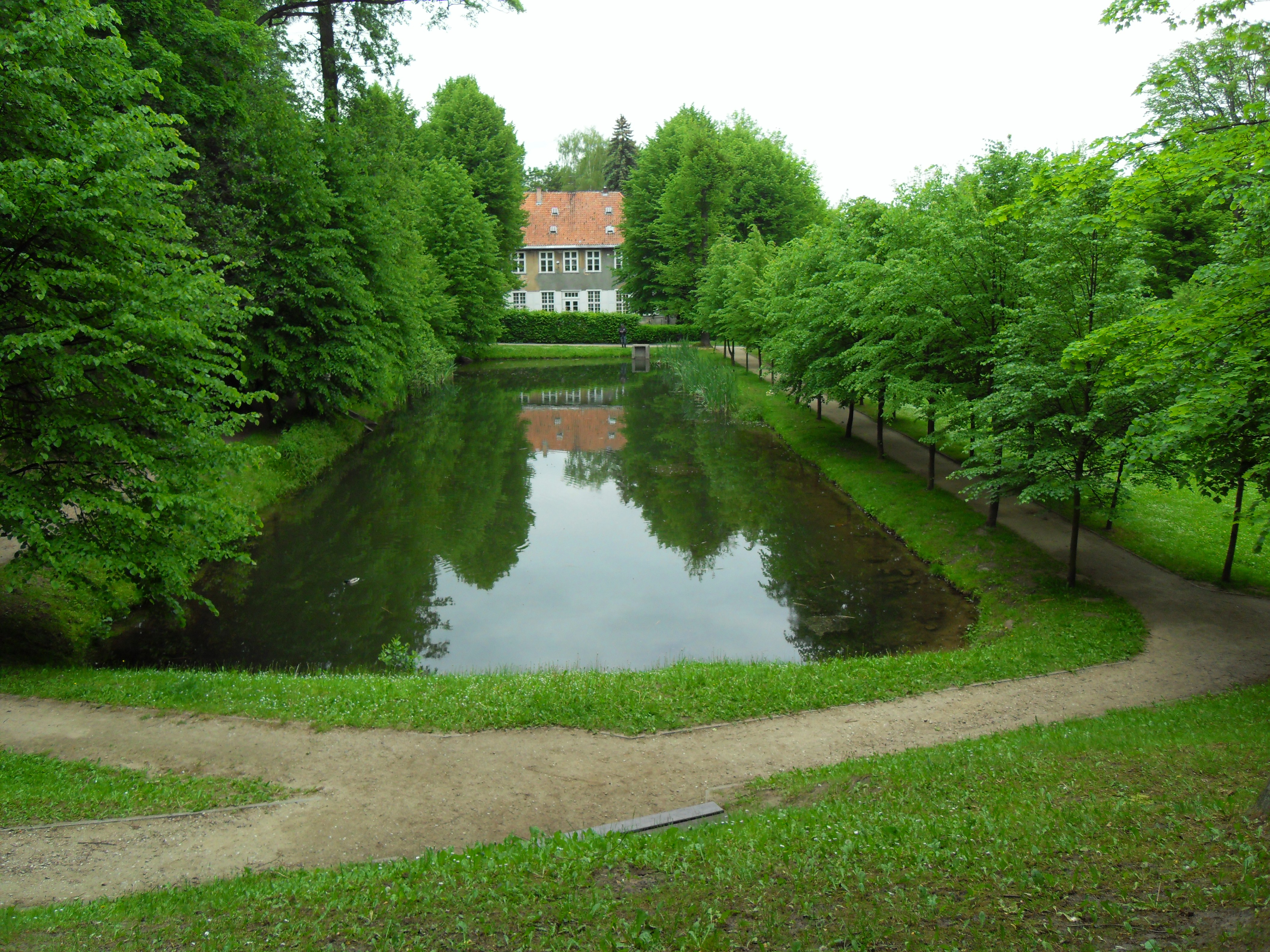
Park w Królewskiej Dolinie

Został zbudowany w drugiej połowie XVII wieku z inicjatywy gdańskiego kupca Zachariasza Zappio, który nabył majątek w 1654 roku. W 1677 w dworze gościł król Polski Jan III Sobieski. W 1692 właścicielem dworu został Jan Wilson. W 1717 dwór odwiedził król August II Mocny. Obiekt został w XVIII i XIX wieku przebudowany. Po II wojnie światowej obiekt zajął wiceprezydent Gdańska Tretjakowski. Od 1973 roku dwór figuruje w rejestrze zabytków. Współcześnie w budynku mieści się przedszkole.